# Cañón Rodman
Los cañones Rodman fueron diseñados por el capitán del Ejército de los Estados Unidos, Thomas J. Rodman y se destacaron en la Guerra de Secesión.

## Diseño de los cañones
Todos los cañones Rodman fueron de ánima lisa , que en esa época ya se consideraban anticuados. Su característica principal consistía en la utilización como material de hierro fundido , cuando lo normal era utilizar el hierro forjado , bajo un nuevo procedimiento inventado por el propio Rodman. Este procedimiento consiste en enfriarlos tanto como sea posible por el interior, y con este fin los funde en hueco.
Para el vaciado del líquido metal, Rodman usó un molde interior para el ánima , molde que era enfriado por agua. De esta manera, la superficie interior del ánima se enfriaba rápidamente y se solidificaba, mientras que el resto del metal, enfriándose más lentamente, sometía a la sección más al interior de esta masa, a una compresión por contracción durante el período de enfriamiento. Con esto se logró el hierro fundido de más alta calidad.

## Calibres
Los cañones Rodman definían su calibre con el peso del proyectil o con el diámetro del ánima en pulgadas. Los cañones más conocidos fueron:
- 1000 libras, también llamado de 20 pulgadas por el diámetro de su ánima, sólo se construyeron 4, uno de los cuales lo compró Perú en 1867.  Sus características eran: longitud total del cañón, 243,5 pies; peso del cañón, 116.797 libras; carga de servicio, 100 libras y peso del proyectil, 1080 libras.

- 500 libras, también llamado de 600 libras o de 15 pulgadas por el diámetro de su ánima.

- 125 libras, o de 10 pulgadas. Disparaba balas esféricas de 124 libras y granadas de 103 libras.

- 100 libras, 9 pulgadas Disparaba balas esféricas de 93 libras y granadas de 70 libras.

- 60 libras, también llamado de 70 libras o de 8 pulgadas. Disparaba balas esféricas de 65 libras y granadas de 51,5 libras